# هرمان شرايبر (صحفي)
هرمان شرايبر (بالألمانية: Hermann Schreiber)‏ (و. 1920 – 2014 م) هو صحفي، ومترجم، ومؤرخ، وكاتب نمساوي، ولد في فينر نويشتات، توفي عن عمر يناهز 94 عاماً.

## التعليم
تعلم في جامعة فيينا.

## روابط خارجية
- هرمان شرايبر على موقع مونزينجر (الألمانية)